# Qualificazioni alla Coppa dei Caraibi 1992
Sono elencate di seguito le date e i risultati per le qualificazioni alla Coppa dei Caraibi 1992.

## Formula
22 membri CFU: 8 posti disponibili per la fase finale. Trinidad e Tobago (come paese ospitante) e la Giamaica (come campione in carica) sono qualificati direttamente.
Rimangono 20 squadre per 6 posti disponibili per la fase finale: si suddividono in sei gruppi di qualificazione (tre gruppi composti da quattro squadre, due gruppi composti da tre squadre e uno composto da due squadre).
Ogni squadra gioca partite di sola andata (eccetto il gruppo 6): la prima classificata di ogni gruppo si qualifica alla fase finale.

## Gruppo 1
| Bridgetown | Barbados | 1 – 1 | Grenada | Barbados National Stadium |

| Bridgetown | Saint Vincent e Grenadine | 2 – 2 | Antille Olandesi | Barbados National Stadium |

| Bridgetown | Barbados | 1 – 0 | Antille Olandesi | Barbados National Stadium |

| Bridgetown | Saint Vincent e Grenadine | 0 – 0 | Grenada | Barbados National Stadium |

| Bridgetown | Barbados | 2 – 3 | Saint Vincent e Grenadine | Barbados National Stadium |

| Bridgetown | Grenada | 0 – 1 | Antille Olandesi | Barbados National Stadium |

| Pos | Squadra                   | P.ti | G | V | N | P | GF | GS | DR |
| --- | ------------------------- | ---- | - | - | - | - | -- | -- | -- |
| 1   | Saint Vincent e Grenadine | 4    | 3 | 1 | 2 | 0 | 5  | 4  | +1 |
| 2   | Barbados                  | 3    | 3 | 1 | 1 | 1 | 4  | 4  | 0  |
| 3   | Antille Olandesi          | 3    | 3 | 1 | 1 | 1 | 3  | 3  | 0  |
| 4   | Grenada                   | 2    | 3 | 0 | 2 | 1 | 1  | 2  | -1 |

Saint Vincent e Grenadine qualificata alla fase finale.

## Gruppo 2
| Philipsburg | Martinica | 7 – 0 | Isole Cayman | Raoul Yllidge Sports Complex |

| Philipsburg | Sint Maarten | 4 – 2 | Isole Cayman | Raoul Yllidge Sports Complex |

| Philipsburg | Sint Maarten | 1 – 1 | Martinica | Raoul Yllidge Sports Complex |

| Pos | Squadra      | P.ti | G | V | N | P | GF | GS | DR |
| --- | ------------ | ---- | - | - | - | - | -- | -- | -- |
| 1   | Martinica    | 3    | 2 | 1 | 1 | 0 | 8  | 1  | +7 |
| 2   | Sint Maarten | 3    | 2 | 1 | 1 | 0 | 5  | 3  | +2 |
| 3   | Isole Cayman | 0    | 2 | 0 | 0 | 2 | 2  | 11 | -9 |

Martinica qualificata alla fase finale.

## Gruppo 3
| Paramaribo | Suriname | 5 – 0 | Aruba | André Kamperveen Stadion |

| Paramaribo | Guyana francese | 1 – 1 | Guyana | André Kamperveen Stadion |

| Paramaribo | Suriname | 4 – 0 | Guyana | André Kamperveen Stadion |

| Paramaribo | Guyana francese | 2 – 0 | Aruba | André Kamperveen Stadion |

| Paramaribo | Suriname | 3 – 2 | Guyana francese | André Kamperveen Stadion |

| Paramaribo | Guyana | 3 – 0 | Aruba | André Kamperveen Stadion |

| Pos | Squadra         | P.ti | G | V | N | P | GF | GS | DR  |
| --- | --------------- | ---- | - | - | - | - | -- | -- | --- |
| 1   | Suriname        | 6    | 3 | 3 | 0 | 0 | 12 | 2  | +10 |
| 2   | Guyana francese | 3    | 3 | 1 | 1 | 1 | 5  | 4  | +1  |
| 3   | Guyana          | 3    | 3 | 1 | 1 | 1 | 4  | 5  | -1  |
| 4   | Aruba           | 0    | 3 | 0 | 0 | 3 | 0  | 10 | -10 |

Suriname qualificata alla fase finale.

## Gruppo 4
| Basseterre | Saint Kitts e Nevis | 4 – 0 | Isole Vergini Britanniche | Warner Park Stadium |

| Basseterre | Antigua e Barbuda | 5 – 0 | Montserrat | Warner Park Stadium |

| Basseterre | Saint Kitts e Nevis | 10 – 0 | Montserrat | Warner Park Stadium |

| Basseterre | Antigua e Barbuda | 2 – 0 | Isole Vergini Britanniche | Warner Park Stadium |

| Basseterre | Saint Kitts e Nevis | 0 – 1 | Antigua e Barbuda | Warner Park Stadium |

| Basseterre | Montserrat | – | Isole Vergini Britanniche | Warner Park Stadium |

NB: il risultato non è noto.
| Pos | Squadra                   | P.ti | G | V | N | P | GF | GS | DR  |
| --- | ------------------------- | ---- | - | - | - | - | -- | -- | --- |
| 1   | Antigua e Barbuda         | 6    | 3 | 3 | 0 | 0 | 8  | 0  | +8  |
| 2   | Saint Kitts e Nevis       | 4    | 3 | 2 | 0 | 1 | 14 | 1  | +13 |
| 3   | Isole Vergini Britanniche | 0    | 2 | 0 | 0 | 2 | 0  | 6  | -6  |
| 4   | Montserrat                | 0    | 2 | 0 | 0 | 2 | 0  | 15 | -15 |

Antigua e Barbuda qualificata alla fase finale.

## Gruppo 5
| Vieux Fort | Guadalupa | 0 – 0 | Dominica | George Odlum Stadium |

| Vieux Fort | Saint Lucia | 1 – 1 | Dominica | George Odlum Stadium |

| Vieux Fort | Saint Lucia | 0 – 2 | Guadalupa | George Odlum Stadium |

| Pos | Squadra     | P.ti | G | V | N | P | GF | GS | DR |
| --- | ----------- | ---- | - | - | - | - | -- | -- | -- |
| 1   | Guadalupa   | 3    | 2 | 1 | 1 | 0 | 2  | 0  | +2 |
| 2   | Dominica    | 2    | 2 | 0 | 2 | 0 | 1  | 1  | 0  |
| 3   | Saint Lucia | 1    | 2 | 0 | 1 | 1 | 1  | 3  | -2 |

Guadalupa qualificata alla fase finale.

## Gruppo 6
| The Valley | Anguilla | 0 – 3 | Cuba | Webster Park |

| L'Avana | Cuba | 5 – 0 | Anguilla | Estadio Pedro Marrero |

Cuba qualificata alla fase finale.